# CLEC4C
CLEC4C (англ. C-type lectin domain family 4 member C, лектин С-типа домен семейство 4 член C; CD303) — мембранный белок, экспрессирован на плазмацитоидных дендритных клетках. Продукт гена человека CLEC4C.

## Функции
Белок является мембранным белком класса лектинов типа С. Играет роль в связывании антигена дендритными клетками. Специфически распознаёт несиалированные биантеннарные гликаны с концевой галактозой, содержащие трисахаридный эпитоп Gal(beta1-3/4)GlcNAc(beta1-2)Man. Связывается с иммуноглобулином G (IgG). Доставляет лиганд в клеточные компартменты, отвечающие за процессирование антигена и загрузку пептидов для дальнейшей презентации T-клеткам. Может опосредовать сильный ингибирующий эффект на экспрессию интерферонов альфа и бета плазмацитоидными дендритными клетками. Действует как сигнальный рецептор, активирующий тирозинкиназы.

## Структура
CLEC4C состоит из 213 аминокислот, содержит 3 участка гликозилирования и 4 дисульфидные связи.

## Тканевая специфичность
Белок экспрессирован на плазмацитоидных дендритных клетках. Присутствует на незрелых дендритных клетках моноцитарного происхождения, затем экспрессия блокируется в процессе созревания клеток под действием липополисахарида, но не TNF.